# Іфукубе Акіра
Акі́ра Іфуку́бе (яп. 伊福部 昭, Іфукубе Акіра, 31 травня 1914, Кусіро, Японія — 8 лютого 2006, Токіо, Японія) — японський композитор класичної музики та музики до кінофільмів, понад усе відомий як автор саундтреків до фільмів про Ґодзіллу та інших кайдзю кінокомпанії «Toho».

## Біографія
Акіра Іфукубе народився 31 травня 1914 року в Кусіро на японському острові Хоккайдо; був третім сином синтоїстського священика. Більшу частину свого дитинства провів у місцях зі змішаним проживанням японців та айнів, його батько спілкувався з айну, що було незвичним для того часу. На Іфукубе значно вплинула традиційна музика обох цих народів. Навчався грі на скрипці і сямісен. Його перше знайомство з класичною музикою сталося під час відвідування середньої школи в столиці Хоккайдо, Саппоро. Легенда свідчить, що Іфукубе вирішив стати композитором у віці 14 років, після того, як почув по радіо виконання балету Ігоря Стравінського «Весна Священна». Він також згадував музику Мануеля де Фалья як таку, що серйозно вплинула на нього.
Іфукубе навчався лісівництву в університеті Хоккайдо і у вільний час писав музику, так само як і низка інших японських композиторів-самоуків, таких як Тору Такеміцу та Такасі Йосімацу. Його першою п'єсою було соло для фортепіано, Piano Suite (пізніше назва була змінена на Japan Suite для версії в аранжуванні для оркестру). Вона була присвячена піаністові Джорджу Коупленду, який у той час жив в Іспанії. Ацусі Міура, музикознавець і друг Іфукубе по університету, відправив фанатський лист Коупленду, на який Коупленд відповів: «Це чудово, що ви слухаєте мій альбом, попри те, що живете в Японії, на протилежному боці землі. Я припускаю, що ви, можливо, створюєте музику. Відправте мені пару своїх фортепіанних п'єс». Тоді Міура, який був не композитором, представив йому Іфукубе і його п'єсу. Коупленд обіцяв інтерпретувати її, але листування, на жаль, було припинене через громадянської війни в Іспанії. Великий прорив в житті Іфукубе стався в 1935 році, коли його перший оркестровий твір, Japanese Rhapsody, зайняв перше місце на міжнародному конкурсі молодих композиторів за підтримки Олександра Черепніна. Судді конкурсу — Альбер Руссель, Жак Ібер, Артур Онеґґер, Олександр Тансман, Тібор Харшаньї, П'єр-Октав Ферру і Анрі Жиль-Марше — були одностайні у своєму виборі Іфукубе переможцем. Наступного року, коли Черепнін був з візитом в Японії, Іфукубе вивчив теорію сучасної західної композиції, і в 1938 році його Piano Suite заслужила почесну згадку на фестивалі ICSM у Венеції. Наприкінці 1930-х років його музика, особливо Японська Рапсодія, кілька разів виконувалася в Європі.
Після закінчення університету Іфукубе працював в галузі лісівництва та займався переробкою пиломатеріалів. До кінця Другої Світової війни японська Імператорська армія призначила його на роботу з дослідження пружності та вібраційної міцності деревини. Іфукубе постраждав від радіаційної дії після проведення рентгенівського обстеження без захисту, наслідок дефіциту свинцю у воєнний час. Через це йому довелося відмовитися від лісівницької роботи і стати професійним композитором і педагогом. Після опромінення Іфукубе провів деякий час в лікарні, і одного разу був уражений, коли почув, що один з його власних маршів програють по радіо після прибуття генерала Дугласа Макартура для оформлення капітуляції Японії.
У період з 1946 по 1953 рр. Ікіра Іфукубе викладав в Токійському університеті мистецтв, впродовж якого вигадав свій перший саундтрек до фільму The End of the Silver Mountains (1947). Впродовж подальших п'ятдесяти років він створює понад 250 саундтреків, кульмінацією яких в 1954 році стала музика для фільму Ісіро Хонди Ґодзілла компанії Toho. Окрім саундтреку Іфукубе створив фірмовий рев Ґодзілли, який робився тертям шкіряної рукавички з гумовим покриттям по ослаблених струнах контрабаса, і звук його кроків, який створювався ударами по коробці підсилювача.
Незважаючи на фінансовий успіх як композитора музики до фільмів, найулюбленішою в Іфукубе завжди залишалася звичайна класична робота композитора. Його твори в двох жанрах взаємозбагачували один одного. Так наприклад, він переробив свою музику 1953 року до балету Shaka, про те, як молодий Сіддгартха Ґаутама врешті-решт став Буддою, для фільму Кендзі Місуми 1961 року Buddha. Потім у 1988 році він переробив саундтрек до фільму в симфонічну оду з 3-х частин Gotama the Buddha. Тим часом він повернувся до викладацької діяльності в Токійському музичному коледжі, наступного року став президентом коледжу, а в 1987 році пішов у відставку та став главою відділу етномузикології в коледжі. Іфукубе навчав молоде покоління композиторів, таких як Тосіро Маюдзумі, Ясусі Акутагава, Каору Вада, Іссімал Мотодзі, Тадасі Ямауті, Імаї Сатосіта ін. Опублікував книгу з теорії музики Orchestration об'ємом у 1000 сторінок.
Ікіра Іфукубе помер 8 лютого 2006 року у віці 91 року в Токіо в шпиталі Мегуро-ку від поліорганної недостатності.

## Музика до кінофільмів
1. 1947: По той бік срібного хребта / Ginrei no hate
2. 1948: Жінка в області тайфуну / Taifuken no onna
3. 1949: Тихий двобій / Shizukanaru kettô
4. 1949: Дзякоман і Тецу / Jakoman to Tetsu
5. 1950: Прислухайтеся до голосів моря / Kike wadatsumi no koe: Nippon senbotsu gakusei shuki
6. 1950: Знедолені: Боги і демони / Re mizeraburu: kami to akuma
7. 1951: Туди, де любов і ненависть / Ai to nikushimi no kanata e
8. 1951: Одяг брехні / Itsuwareru seiso
9. 1951: Школа свободи / Jiyû gakkô
10. 1951: Повість про Гендзі / Genji monogatari
11. 1952: Лавина / Nadare
12. 1952: Діти Хіросіми / Genbaku no ko
13. 1952: Насильство / Boryoku
14. 1952: Швидка течія / Gekiryu
15. 1952: Особа без громадянства / Mukokuseki-sha
16. 1953: Мініатюра / Shukuzu
17. 1953: Сага про Анатаана / Anatahan
18. 1953: Краболов / Kanikôsen
19. 1953: Хіросіма / Hiroshima
20. 1953: Перед світанком / Yoake mae
21. 1953: Життя жінки / Onna no issho
22. 1954: Історія Сюнкін / Shunkin monogatari
23. 1954: Канава / Dobu
24. 1954: Ґодзілла / Gojira
25. 1954: Мис Асідзурі / Ashizuri misaki
26. 1955: Жінка з Гіндзи / Ginza no onna
27. 1955: Вовки / Ôkami
28. 1955: Красуня і дракон / Bijo to kairyu
29. 1956: Бірманська арфа / Biruma no tategoto
30. 1956: Розрядник дзюдо / Kuro-obi sangokushi
31. 1956: Морок посеред дня / Mahiru no ankoku
32. 1956: Ґодзілла, король монстрів! / Godzilla, King of the Monsters!
33. 1956: Звуки в тумані / Kiri no oto
34. 1956: Родан / Sora no daikaijû Radon
35. 1957: Осакская історія / Ôsaka monogatari
36. 1957: Повість про клан Ягю: Мистецтво ніндзя / Yagyû bugeichô
37. 1957: Негідники з порту / Umi no yarodomo
38. 1957: Гуркіт літаків і земля / Bakuon to daichi
39. 1957: Околиця / Shitamachi
40. 1957: На цій землі / Chijo
41. 1957: Містеріани / Chikyû Bôeigun
42. 1958: Ніндзюцу. Секретні свити клану Ягю 2 / Yagyu bugeicho — Ninjitsu
43. 1958: Тільки у жінок бувають печалі / Kanashimi wa onna dakeni
44. 1958: Обрив / Hyoheki
45. 1958: Нічний барабан / Yoru no tsuzumi
46. 1958: Великий монстр Варан / Daikaijû Baran
47. 1959: Бос міста гангстерів / Ankokugai no kaoyaku
48. 1959: Свист над селом Котан / Kotan no kuchibue
49. 1959: Самурайська сага / Aru kengo no shogai
50. 1959: Народження Японії / Nippon tanjô
51. 1959: Битва у відкритому космосі / Uchû daisensô
52. 1961: Повість про замок в Осаці / Ôsaka-jô monogatari
53. 1961: Міямото Мусасі / Miyamoto Musashi
54. 1961: Погана слава / Akumyô
55. 1961: Змовник / Hangyakuji
56. 1962: Повість про Затоїчі / Zatôichi monogatari
57. 1962: Покрівельник і діти / Chiisakobe
58. 1962: Бог китів / Kujira gami
59. 1962: Кінг-Конг проти Ґодзілли / Kingu Kongu tai Gojira
60. 1962: Велика стіна / Shin shikôtei
61. 1962: 47 ронінів / Chûshingura
62. 1962: Гравець / Ôsho
63. 1963: Повість про Затоїчі 3 / Shin Zatôichi monogatari
64. 1963: Принц Кусінаґу полює на Великого Змія / Wanpaku ôji no orochi taiji
65. 1963: Затоїчі у вигнанні / Zatôichi kyôjô-tabi
66. 1963: Затоїчі в дорозі / Zatôichi kenka-tabi
67. 1963: 13 вбивць / Jûsan-nin no shikaku
68. 1963: Атрагон: Літаюча суперсубмарина / Kaitei gunkan
69. 1964: Вихор / Shikonmado — Dai tatsumaki
70. 1964: Інцидент у банку Тейгін: Смертник / Teigin jiken: Shikeishû
71. 1964: Мотра проти Ґодзілли / Mosura tai Gojira
72. 1964: Ніндзя 4 / Shinobi no mono: Kirigakure Saizo
73. 1964: Космічний монстр Догора / Uchû daikaijû Dogora
74. 1964: Остання жінка Шана / Da ji
75. 1964: Бийся, Затоїчі / Zatôichi kesshô-tabi
76. 1964: Гідора, триголовий монстр / San daikaijû: Chikyû saidai no kessen
77. 1965: Князь Токугава Іеясу / Tokugawa Ieyasu
78. 1965: Помста Затоїчі / Zatôichi nidan-kiri
79. 1965: Франкенштейн проти Барагона / Furankenshutain tai chitei kaijû Baragon
80. 1965: Вторгнення Астро-монстра / Kaijû daisensô
81. 1965: Затоїчі і шаховий майстер / Zatoichi Jigoku tabi
82. 1965: Японський архіпелаг / Nihon retto
83. 1966: Немурі Кеошіро 07: Принцеса в масці / Nemuri Kyoshiro 7: Tajo-ken
84. 1966: Даймадзін / Daimajin
85. 1966: Пригоди в замку Кіган / Kiganjô no bôken
86. 1966: Помста Затоїчі / Zatoichi no uta ga kikoeru
87. 1966: Велике вбивство зрадника / Daisatsujin orochi
88. 1966: Чудовиська Франкенштейна: Санда проти Гайри / Furankenshutain no kaijû: Sanda tai Gaira
89. 1966: Повернення Мадзіна / Daimajin ikaru
90. 1966: Німурі Кійоширо 8: Меч, що врятував Едо / Nemuri Kyoshiro 8: Burai-ken
91. 1966: Даймадзін атакує знову / Daimajin gyakushû
92. 1967: Втеча Кінг-Конга / Kingu Kongu no gyakushû
93. 1967: Одинадцять самураїв / Ju-ichinin no samurai
94. 1967: Вогонь в очах самурая / Zatôichi chikemuri kaidô
95. 1968: Легенда про снігову жінку / Kaidan yukijorô
96. 1968: Знищити всіх монстрів / Kaiju soshingeki
97. 1969: Житло демонів Оні / Oni no sumu yakata
98. 1969: Нульова широта / Ido zero daisakusen
99. 1970: Битва самураїв / Zatôichi to Yôjinbô
100. 1970: Космічна Амеба / Gezora, Ganime, Kameba: Kessen! Nankai no daikaijû
101. 1972: Ґодзілла проти Ґайґана / Chikyū Kōgeki Meirei Gojira Tai Gaigan
102. 1973: Змова Затоїчі / Shin Zatôichi monogatari: Kasama no chimatsuri
103. 1973: Революція людини / Ningen kakumei
104. 1974: Спостерігаючи епоху сонця, що заходить / Okami yo rakujitsu o kire
105. 1974: Публічний будинок № 8 / Sandakan hachibanshokan bohkyo
106. 1975: Терор Мехаґодзілли / Mekagojira no gyakushu
107. 1977: Ґодзілла / Godzilla
108. 1978: Пані Огін / Ogin-sama
109. 1991: Ґодзілла проти Кінга Ґідори / Gojira vs. Kingu Gidorâ
110. 1992: Ґодзілла проти Мотри / Gojira vs. Mosura
111. 1993: Ґодзілла проти Мехаґодзілли II / Gojira VS Mekagojira
112. 1994: Ґодзілла проти Спейсґодзілли / Gojira tai SupēsuGojira
113. 1995: Ґодзілла проти Руйнівника / Gojira vs. Desutoroiâ
114. 1997: Острів Ґодзілли / Godzilla Island (т/с)
115. 1999: Ґодзілла 2000: Міленіум / Gojira Nisen: Mireniamu
116. 2000: Ґодзілла проти Мегагіруса / Gojira tai Megagirasu: Jī Shōmetsu Sakusen
117. 2001: Ґодзілла, Мотра, Кінг Гідора: Атака всіх монстрів / Gojira, Mosura, Kingu Gidora: Daikaijū Sōkōgeki
118. 2004: Ґодзілла: Фінальні війни / Gojira Fainaru Wōzu
119. 2016: Шин Ґодзілла / Shin Gojira
120. 2019: Ґодзілла II: Король монстрів / Godzilla: King of the Monsters
121. 2023: Ґодзілла мінус один / Gojira Mainasu Wan

## Визнання
У 1980 році Акіра Іфукубе був нагороджений японською медаллю Пошани з пурпуровою стрічкою; у 1987 — Орденом Священного скарбу 3 класу; у 2003 році — Орденом Культури.

### Кінематографічні нагороди та номінації
| Список нагород та номінацій | Список нагород та номінацій | Список нагород та номінацій | Список нагород та номінацій                 | Список нагород та номінацій | Список нагород та номінацій |
| Кінопремія                  | Рік                         | Категорія                   | Номінант(и)                                 | Результат                   |                             |
| --------------------------- | --------------------------- | --------------------------- | ------------------------------------------- | --------------------------- | --------------------------- |
| Премія «Майніті»            | 1957                        | Найкраща музика до фільму   | Морок посеред дня, Бірманська арфа та Onibi | Перемога                    |                             |
| Премія Японської академії   | 1979                        | Найкраща музика до фільму   | Пані Огін                                   | Номінація                   |                             |
| Премія Японської академії   | 1993                        | Найкраща музика до фільму   | Ґодзілла проти Мотри                        | Номінація                   |                             |
| Премія Японської академії   | 2007                        | Премія за життєвий внесок   | Премія за життєвий внесок                   | Перемога                    |                             |